# الکس پرسون
الکس پرسون (انگلیسی: Axel Persson؛ ۲۳ ژانویه ۱۸۸۸ – ۲ سپتامبر ۱۹۵۵) دوچرخه‌سوار اهل سوئد بود.
وی در مسابقات کشوری و بین‌المللی در مجموع برندهٔ ۱ مدال طلا، ۱ مدال نقره شده‌است.